# Cimetière de Beaune
Le cimetière de Beaune est le cimetière communal de la ville de Beaune en Côte-d'Or. Il se trouve avenue des Stades.

## Histoire et description
Ce grand cimetière en forme de parallélépipède ceint de murs de pierre se trouve sur un espace plat non arboré. Il ne recèle pas d'œuvres d'art particulières, mais il est intéressant pour l'histoire régionale de la Bourgogne avec ses notables locaux et ses noms liés au monde viticole ou au domaine militaire (Boisseaux, Bouchard, Jaffre, etc.). Les divisions K et L possèdent le plus de tombes anciennes dignes d'intérêt, contrairement aux parties modernes recouvertes de sépultures standardisées. Une petite plaque sur une fosse rappelle que furent enterrés ici des ossements de l'époque mérovingienne découverts lors de fouilles en 1988 près de la chapelle Saint-Étienne. On remarque la haute colonne surmontée d'une croix d'un officier napoléonien de Sainte-Hélène, puis participant des campagnes de l'Algérie, François Trémeaux (1781-1863). Quelques statues sont à noter comme le groupe sculpté avec une pleureuse sur la sépulture Cadoux et plusieurs médaillons. Le cimetière possède un carré militaire où se dresse notamment une petite stèle rappelant la mort de dix-huit soldats indochinois devant Beaune, les 17 et 18 juin 1940.
Des tombes ont été vandalisées ici en juillet 2021. 

## Personnalités inhumées
- Joseph Bard (1803-1861), archéologue et inspecteur des monuments historiques
- Édouard Darviot (1859-1921), peintre
- Lieutenant Louis Dupuis (1921-1944), Compagnon de la Libération
- Xavier Forneret (1809-1884), écrivain et poète (tombe disparue)
- Armand Gouffé (1775-1845), poète, chansonnier et vaudevilliste
- Édouard Joly (1898-1982), ingénieur de l'aéronautique, créateur de l'avion Jodel
- Louis Vivent Charles Masson (1858-1931), conservateur du musée du Luxembourg
- Hippolyte Michaud (1823-1886), peintre (médaillon par Édouard Fraisse)
- Antoine Bénigne Suremain de Missery (1767-1852), savant physicien
- Félix-Jules Naigeon (1855-1904), peintre paysagiste
- Adolphe Retté (1863-1930), poète symboliste
- Raymond Saleilles (1855-1912), juriste
- Edmond Thoumy (1867-1924), architecte